# Erich Widder
Erich Widder (* 24. Oktober 1925 in Wels; † 30. Mai 2000 in Linz) war ein österreichischer Theologe, Germanist und Kunsthistoriker.
Er war langjähriger Diözesankonservator und Leiter der Bildstelle der Diözese Linz und publizierte zahlreiche kunsthistorische Bücher und Zeitschriftenartikel.

## Leben und Wirken
Erich Widder war der Sohn des Bundesbahnbediensteten Franz Widder und dessen Ehefrau Maria. Er entwickelte bereits in jungen Jahren ein Interesse für traditionelle und zeitgenössische Kunst und dokumentierte zahlreiche Kunstwerke im Rahmen von Fotoaktionen in des Bezirkes Wels und der Stadt Wels sowie im Rahmen seiner Tätigkeit bei der Katholischen Jugend.
Während des Zweiten Weltkriegs arbeitete er an Kunstdokumentationen in den von der nationalsozialistischen Regierung aufgehobenen Klöstern Kremsmünster und Lambach mit.
Widder studierte an den Universitäten Innsbruck und Fribourg und schloss mit dem Doktor der Philosophie ab. 1954 heiratete er Gertrude, mit der er drei Söhne hatte.
Von 1955 bis zu seiner Pensionierung stand er im Dienst der Diözese Linz, leitete die Diözesanbildstelle und betreute das Kunstreferat der Diözese Linz. 1961 wurde er vom Bischof zum Diözesankonservator bestellt.
Widder baute die Diözesanbildstelle als aktuelles Dokumentationszentrum traditioneller und zeitgenössischer Kirchenkunst in Europa auf und veranlasste die Gesamtinventarisierung des Kunstbesitzes der Diözese. Ab 1957 gehörte er dem Diözesankunstrat an und ab 1970 war er dessen stellvertretender Vorsitzender.
In seiner Funktion als Diözesankonservator veröffentlichte Bücher, Kirchenführer, Buchbeiträge und Zeitschriftenartikel, gestaltete Rundfunkbeiträge über christliche Kunst und wirkte beim Aufbau von Ausstellungen auf Diözesan- und Landesebene mit.
Als Obmann des Diözesankunstvereins war er Schriftleiter und Fotograf der Informationen dieses Vereins und später Mitherausgeber der ökumenischen Zeitschrift für Architektur und Kunst Kunst und Kirche. Er galt überregional als Experte im Zusammenhang mit kirchlicher Kunst und Denkmalpflege und engagierte sich bei der Restaurierung und Erweiterung der Bestände des Diözesanmuseums einschließlich einer adäquaten Unterbringung.
Die liturgische Neuordnung der Kirchenräume nach dem II. Vatikanischen Konzil zählte zu seinen besonderen Aufgaben. Er vermittelte sein Wissen als Vortragender und als Leiter von Kunstreisen in fast alle Länder Europas.

## Publikationen

### Buchveröffentlichungen – eigene Werke
- Glanz des Ewigen, Sakrale Kunst in Österreich, Linz 1961, 2. erweiterte Auflage 1972
- Zeichen des Heils, Kirchenkunst der Gegenwart in Österreich, Linz 1963
- Hermann Bahr, sein Weg zum Glauben, Ein Beitrag zu seiner Biographie, Linz 1963
- Vilma Eckl, Wesen und Werk, Linz 1965
- Alte Kirchen für neue Liturgie (auszugsweise auch in polnischer Sprache, besondere Wirkung in der Schweiz, in Deutschland, in den Niederlanden und in Norwegen), Wien 1968
- Kirchenkunst der Gegenwart in Europa, Linz 1968
- Kirchenkunst im Osten: Polen, Tschechoslowakei, Ungarn, Jugoslawien, Rumänien, Bulgarien, Sowjetunion, Linz 1970
- Freude aus der Tiefe, Besinnung und Trost in Bild und Wort, Linz 1972
- Über Hans Plank, Ursprung und Aufbruch, Linz 1979
- Karol Wojtyla – Der Kreuzweg, Bilder und Betrachtungen, Freiburg/Basel/Wien 1981 (Bildteil und Nachwort von Erich Widder)
- Mit Otto Wutzel: Rudolf Kolbitsch, Graphik und Malerei, Linz 1983

### Illustrationen
Vollständige Illustrationen von Buchveröffentlichungen
- 900 Jahre Lambach, eine Festgabe, Lambach 1956
- Mit Josef Perndl: 250 Jahre Christkindl, Geschichte der Wallfahrt und Beschreibung der Gnadenkirche  Sonderdruck aus dem Jahresbericht des Kollegium Petrinum, 1957/58
- Mit Harry Slapnicka: Bischof Rudigier, Linz 1962
- Krankenhaus Wels, Festschrift, Wels 1965
- Mit Mira Lobe: Meister Thomas in St. Wolfgang, Wien 1965
- Mit Herta Broneder und Michael Horatczuk: Vernimm, was du dir sagen willst, Wien 1965
- Mit Willibrord Neumüller: Sie gaben Zeugnis, Lorch – Stätte des hl. Florian und seiner Gefährten, Linz 1986
- Rudigierorgel Weihefest, Linz 1968
- Lambacher Kunstkalender, Linz 1968
- Gerhoch von Reichersberg, Zu seinem 800. Todestag, Reichersberg 1969
- Mit Josef Lenzenweger: Der heilige Berthold von Garsten, Garsten 1970
- Der Hymnos Akathistos in Moldovitza, Gaildorf 1972
- Mit Prof. Vilma Eckl: Ausstellungskatalog für die Ausstellung in der Galerie Haas, Vaduz, Linz 1973
- Mit Otto Jungmair: Adalbert Stifter als Denkmalpfleger, Linz 1973
- Mit Rudolf Walter Litschel: Kunststätten in Oberösterreich, Linz 1974
- Festschrift zur Einweihung der Kirche St. Michael in Linz, Linz, o. J.
- Mit Hertha und Friedrich Schober: Kapelle, Kirche, Gnadenbild, Linz, o. J.
- Mit Pankraz Stollenmayr: Der Kelch des Herzogs Tassilo, Rosenheim 1976
- Kremsmünster 1200 Jahre Benediktinerstift, Linz 1976
- Mit Rudolf Zinnhobler: Der heilige Severin, Sein Leben und seine Verehrung, Linz 1982

Teilweise Illustrationen von Buchveröffentlichungen
- Mit Josef Lenzenweger: Berthold Abt von Garsten, Linz 1958
- Mit Baldass-Buchowiecki-Feuchtmüller-Mrazek: Gotik in Österreich, Wien 1961
- Mit Baldass-Buchowiecki-Mrazek: Romanische Kunst in Österreich, Wien 1962
- Mit Josef H. Biller: Die Donau von Passau bis Wien, Passau 1963
- Mit Herbert Lange: Linz – Die Donaustadt Österreichs, Linz 1964
- Mit Feuerstein-Hutter-Köller-Mrazek: Moderne Kunst in Österreich, Wien 1965
- Mit Herbert Lange: Linz – Panorama der Donaustadt Österreichs, Linz 1967
- Mit Kristian Sotriffer: Das Mühlviertel, Linz 1968
- Mit Rudolf Walter Litschel: Oberösterreich, Linz 1968
- Mit Rudolf Walter Litschel: Land am Inn, Linz 1968
- Mit Wolfgang Sperner: Ausflugsziele in Oberösterreich, Linz 1968
- Österreich, Das Land in dem wir leben, Wien 1968
- Mit Claus Zoege von Manteuffel: Die Bildhauerfamilie Zürn, Weißenhorn 1969
- Mit Kristian Sotriffer: Das Salzkammergut, Linz 1969
- Mit Walter Luger: Stifte in Oberösterreich, Linz 1969
- Mit Wolfgang Sperner: Linz – Porträt einer Stadt, Linz 1970
- Mit Norbert Grabherr: Burgen und Schlösser in Oberösterreich, Linz 1970
- St. Laurenz-Enns-Lorch Basilika, Festschrift, Linz 1970
- Mit Rudolf Walter Litschel: Zwischen Hausruck und Enns, Linz 1970
- Mit Rupert Feuchtmüller: Kunst in Österreich, 1. Band, Wien 1972
- Mit Richard Kutschera: Johannes Maria Gföllner, Linz 1972
- Mit Kristian Sotriffer: Istrien und der Karst, Linz 1972
- Mit Wastl Fanderl: Schwanthaler Krippen, Rosenheim 1974
- Mit Sepp Käfer: Wels, Porträt der Stadt und des Bezirkes, Linz 1975
- Mit Adam Bujak – Mieczyslaw Malinski: Johannes Paul II., Graz/Wien/Köln 1979
- Mit Heinrich Gerhard Bücker, Paderborn 1982
- Mit Günter Rombold und Horst Schwebel: Christus in der Kunst des 20. Jahrhunderts, Freiburg/Basel/Wien 1983
- Mit Alois Zauner und Harry Slapnicka: Landeshauptmann Dr. Heinrich Gleißner, Zeitgenossen berichten  in: Oberösterreicher – Lebensbilder zur Geschichte Oberösterreichs, Band 4, Linz 1985

Erich Widder lieferte Fotos und Illustrationen für die Jahrbücher der Diözese Linz zwischen 1956 und 1984 und bebilderte in dieser Zeit die Kataloge für fast alle Landesausstellungen in Oberösterreich.

### Kirchenführer
Erich Widder oblag die vollständige oder teilweise Textierung, Illustration und Redaktion für zahlreiche Kirchenführer in der Diözese Linz, u. a. für
- Pfarrkirche St. Theresia, Linz 1965
- Evangelische Johanneskirche in Linz-Neue Heimat, 1967
- Linzer Mariendom, 1973
- Pfarrkirche Adlwang, 1974
- Katholische Pfarr- und Wallfahrtskirche St. Wolfgang im Salzkammergut
- Augustiner-Chorherrenstift Reichersberg am Inn, o. J.
- Filialkirche St. Leonhard bei Pucking, o. J.
- Pfarrkirche Waldhausen im Strudengau und Stift Waldhausen, 1. und 2. Auflage, o. J.
- Mariazell, Geschichte und Kunst des Gnadenortes, o. J.
- Pfarrkirche Kallham, o. J.
- Pfarrkirche Traunkirchen, o. J.
- Pfarrkirche Wernstein am Inn, o. J.
- Der Pacher-Altar in St. Wolfgang am Abersee, Ried im Innkreis 1982
- Der Schwanthaler-Altar in der Pfarrkirche St. Wolfgang am Abersee, Ried im Innkreis 1983
- Bildungshaus Greisinghof, Die Wandmalereien in der neugestalteten Hauskapelle von Teresa Stankiewicz, Ried im Innkreis 1984
- Ehemaliges Benediktinerstift Garsten, Ried im Innkreis 1985

### Autor zahlreicher Publikationen
Zwischen 1955 und 1985 veröffentlichte Erich Widder unzählige kunsthistorische Buchbeiträge, Zeitschriftenartikel, erstellte Manuskripte für Rundfunksendungen, verfasste Kulturberichte, Texte für Ausstellungen und Ausstellungseröffnungen, Festakte u. a. m.

## Auszeichnungen
- Konsulent der oberösterreichischen Landesregierung für Kunstpflege (1963)
- Professor h. c. (1976)
- Vizepräsident der Gesellschaft christlicher Künstler, SIAC (1976)
- Goldener Schlüssel der Fotografie der Fotografischen Gesellschaft Linz
- Hl. Lazar-Ehrenbecher des Tabor-Ton-Archives Gaildorf für besondere Verdienste um Begegnungen mit der Ostkirche (1981)
- Österreichisches Ehrenkreuz für Wissenschaft und Kunst I. Klasse (1984)
- Silbernes Ehrenzeichen des Landes Oberösterreich (1984)